# Dykh-Tau
Dykh-Tau hay Dykhtau (tiếng Nga: Дыхтау, tiếng Karachay-Balkar: Дых тау ó nghĩa là núi Jagged), là một ngọn núi nằm ở Kabardino-Balkaria, Nga, đỉnh cao của nó là có cự ly 5 km (3 dặm) về phía bắc của biên giới với Gruzia. Đây là núi cao thứ hai của dãy núi Kavkaz, sau Elbrus.
Con đường thuận lợi nhất đến Dykh-Tau là từ phía bắc (Nga). Có thể đến làng Bezingi từ Nalchik ở Kabardino-Balkaria với phương tiện giao thông công cộng không thường xuyên, ở đây phải thuê một chiếc xe 4 bánh. Như vậy Trại núi Bezingi đạt được độ cao ở mức 2180m. Từ đây, phải mất thêm 2 ngày nữa để tiếp cận với cơ sở lên cao.